# Robert Kelly (Curler)
Robert Kelly (* 3. Mai 1955) ist ein schottischer Curler. 
Sein internationales Debüt hatte Kelly bei der Juniorenweltmeisterschaft 1976 Aviemore, er blieb aber ohne Medaille. 
Kelly war Ersatzspieler der britischen Mannschaft bei den XVI. Olympischen Winterspielen 1992 in Albertville im Curling. Die Mannschaft belegte den fünften Platz.

## Erfolge
- 2. Platz Weltmeisterschaft 1995